# Charles-Irénée Castel de Saint-Pierre

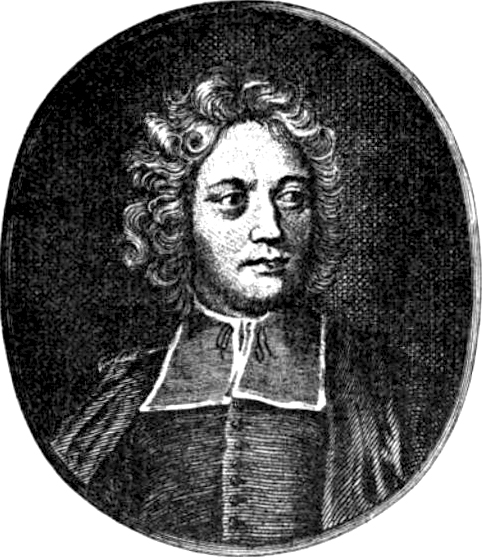
El abate de Saint Pierre, padre de La Polisinodia

Charles-Irénée Castel de Saint-Pierre, conocido como el abad de Saint-Pierre (18 de febrero de 1658 - 29 de abril de 1743) fue un escritor, académico y diplomático francés, nacido en Saint-Pierre-Église (departamento de la Mancha) y fallecido en París. Fue precursor de la filosofía de las luces. Fue miembro de la Academia Francesa aunque posteriormente fue excluido de ella.

## Datos biográficos
Nacido en una familia de la nobleza de Bessin, del lado materno, y de Val de Saire, por su padre, marqués de Saint-Pierre y administrador real del Cotentin, descendiente de Lucas Acher, señor de Mesnil-Vitey en Airel. 
La fragilidad física de Charles-Irénée Castel de Saint-Pierre, el menor de cinco hijos, le impidió hacer carrera militar y le llevó a las órdenes religiosas, estudiando con los Jesuitas.
Por sus relaciones familiares, fue nombrado capellán de la duquesa de Orléans y como tal pudo asistir a los salones de intelectuales de madame de La Fayette y de la marquesa de Lambert, en donde se relaciona con Fontenelle quien lo propone para la Academia Francesa a la que es electo en 1695 para el asiento número 8, cuando no ha escrito casi nada. 

## ElDebate de los antiguos y los modernos
Su elección a la Academia fue acremente combatida por Bossuet, La Bruyère y por Boileau. De este antagonismo surge el episodio denominado como querella de los antiguos contra los modernos que agitó a la Asamblea Francesa en las postrimerías del sigo XVII. Como resultado de esta disputa, Castel de Saint-Pierre ganó notoriedad como promotor de las ideas que más tarde dieron pábulo al denominado, en francés, Siglo de la Luces (Siècle des Lumières), época conocida como la Ilustración en España.

## El proyecto de la paz universal
Siguió de cerca las negociaciones del Tratado de Utrecht (1712-13) como secretario que era del abate de Polignac. Inspirado en las discusiones diplomáticas que pudo atestiguar, inspiró un proyecto que se hizo denominar Proyecto de paz universal entre las naciones por el que se hizo célebre. La obra que escribió con estos conceptos, llamó la atención de Leibnitz e influyó en Jean-Jacques Rousseau, en lo que fue una primera visión de unidad europea y que repercutió mucho más tarde en la Sociedad de las Naciones en 1919 y aun en la ONU de la actualidad.

## LaPolisinodia
Durante la denominada Regencia (en Francia) (1715-1723) en Francia, publicó la La Polysynodie o la pluralidad de los Consejos, obra en la que criticó abiertamente la política del difunto Luis XIV a quien juzgó despótico. Propuso el reemplazo de los ministros por consejeros reunidos en Consejos, electos. Esta impertinencia le valió ser excluido de la Academia en 1718. 
Participó en la formación del Club de l'Entresol o "Club del Entresuelo" del abate Alary en 1724. Defendió en la Francia del siglo XVIII el proyecto de la instrucción pública que no se haría realidad sino hasta después de la Revolución francesa.
Las ideas de Charles-Irénée Castel de Saint-Pierre estuvieron también en el origen del concepto del derecho de injerencia, lo que hoy se denomina injerencia humanitaria.

## Obra
- (en francés) Ouvrages de morale et de politique, Rótterdam, J.-D. Beman ; París, Briasson, 1733-1740
- (en francés) Projet pour rendre la paix perpétuelle en Europe, Utrecht, A. Schouten, 1713
- (en francés) Discours sur la Polysynodie, Ámsterdam, Du Villard et Changuion, 1719
- (en francés) De la douceur, Ámsterdam, Briasson, 1740